# Disznózsír

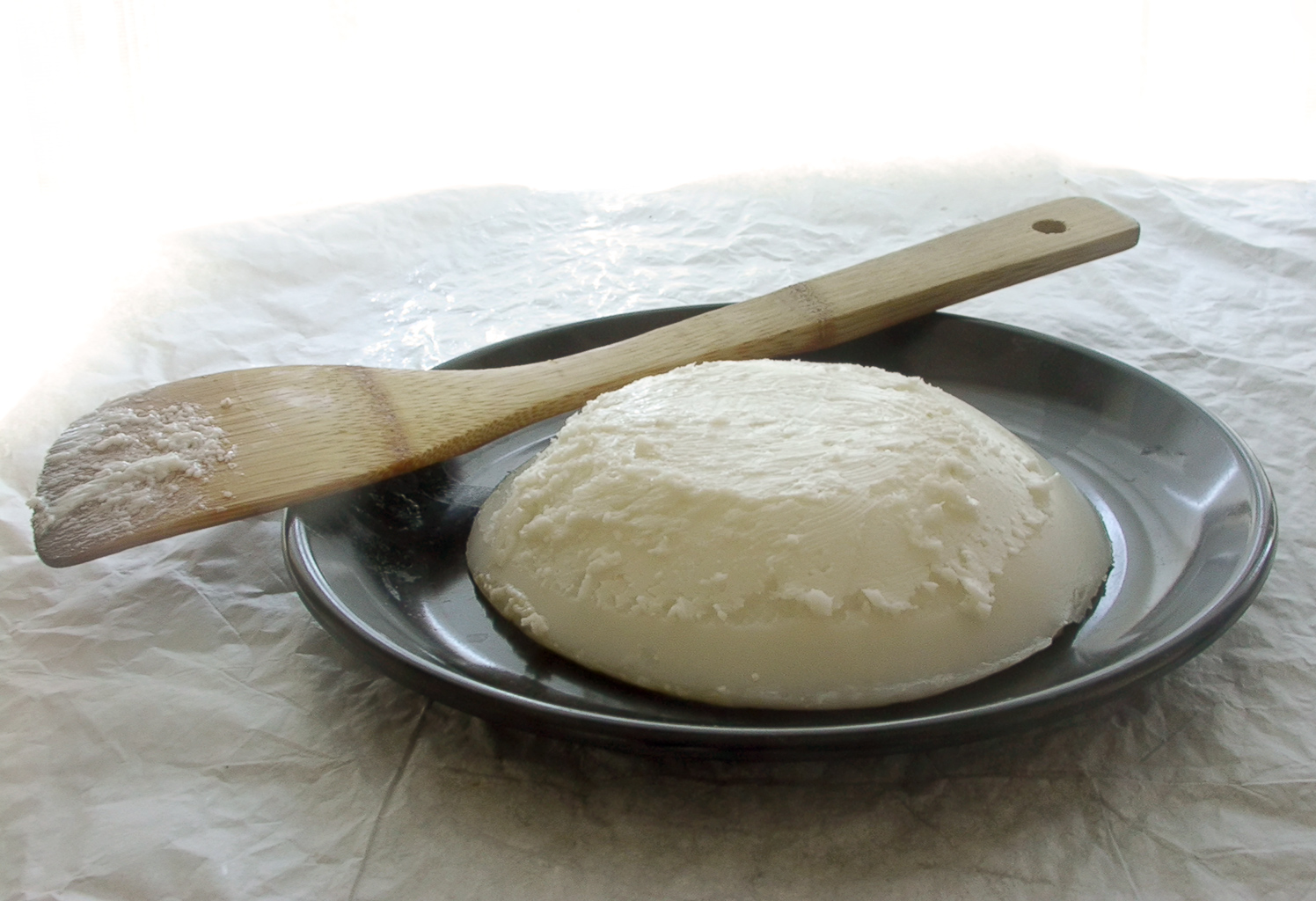
Házi készítésű disznózsír

A disznózsír vagy más néven sertészsír a házi sertés szalonnájából és hájából kiolvasztott, kisütött zsír. A disznózsír kisütésének mellékterméke a töpörtyű.

## Felhasználása

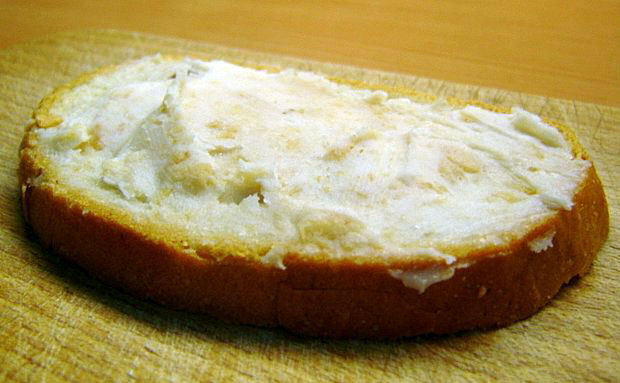
Zsíroskenyér

A disznózsír-felhasználás már a 19. században igen jelentős volt, hiszen egyszerűen és olcsón lehetett előállítani a sertések zsírjából. A második világháború idején szinte az egyetlen zsiradékfajta volt, amelyhez hozzá lehetett jutni. A sertészsírt számtalan országban használják, mind a mai napig leginkább sütésre és főzésre. Sütésre kiválóan alkalmas, mivel magas a füstpontja (121-218 °C), ezért nehezen ég meg. Az ipar szappangyártáshoz használja fel közvetve vagy közvetlenül. A sertészsír élelmezési célra történő felhasználását a szakemberek nem ajánlják, mivel nagy arányban tartalmaz telített zsírsavakat, amelyek jelentős mértékben hozzájárulnak a szív- és érrendszeri problémák kialakulásához, illetve emeli a „rossz” (LDL) koleszterin szintjét az erre érzékeny embereknél. A sütőipar, az éttermek és néhány élelmiszeripari ágazat a sertészsír kellemes aromája miatt, illetve a kedvező állományjavító tulajdonsága miatt mégis felhasználja. Egyes szakácsok nem is hajlandóak más zsiradékkal készíteni a hagyományos magyar ételeket. Magyarország mellett nagy sertészsír termelő és fogyasztó országok Németország, USA, Lengyelország, Nagy-Britannia, Kína és a dél-amerikai országok. A zsírgyártás mellékterméke a tepertő (töpörtyű), mely még mindig sok zsiradékot tartalmaz. A tepertőt az ipar szintén felhasználja, tepertőkrém készül belőle, illetve felhasználják egyes húsipari készítmények gyártásánál. A sütőipar tepertős pogácsa készítéséhez használja. Kedvezőbb élettani hatásai miatt a mangalica-zsír felhasználása egyre jobban terjed. A sertészsír íze és aromája jelentősen eltérhet attól függően, hogy a sertések mit ettek életük során, illetve, hogy milyen gyártástechnológiával készítették a zsírt.

## Tulajdonságai
A disznózsír szobahőmérsékleten szilárd, könnyen kenhető, színe a hófehértől a sárgáig sokféle lehet függően a készítési módtól, az alapanyagtól és az egyéb kémiai adalékanyagok használatától. Íze a töpörtyűhöz hasonlít, kitűnően harmonizál szinte bármilyen zöldségfélével, kenyérrel. Szaga szintén az elkészítéstől függően lehet semleges vagy enyhén füstös aromájú.
- Füstpontja: 121-218 °C
- Fajsúlya: 0,917-0,938 g/cm³

### Zsírsav összetétele
| Zsírsav       | Család                      | Százalék |
| ------------- | --------------------------- | -------- |
| Palmitinsav   | telített                    | 25-28    |
| Sztearinsav   | telített                    | 12-14    |
| Mirisztinsav  | telített                    | 1        |
| Olajsav       | egyszeresen telítetlen ω-9  | 44-47    |
| Palmitolajsav | egyszeresen telítetlen Δ-9  | 3        |
| Linolsav      | többszörösen telítetlen ω-6 | 6-10     |